# Supercopa Italiana de Voleibol Masculino de 2018
A Supercopa Italiana de Voleibol Masculino de 2018 foi a 23ª edição desta competição organizada pela Lega Pallavolo Serie A, consórcio de clubes filiado à Federação Italiana de Voleibol (FIPAV) que ocorreu de 6 a 7 de outubro.
O Modena Volley conquistou seu quarto título da competição ao derrotar na final o Trentino Volley. O levantador norte-americano Micah Christenson foi eleito o melhor jogador do torneio.

## Regulamento
O torneio foi disputado nas fases semifinais, disputa pelo terceiro lugar e final.

## Equipes participantes
| Equipe             | Qualificação                                                    |
| ------------------ | --------------------------------------------------------------- |
| Lube Macerata      | Vice-campeão do Campeonato Italiano e da Copa Itália de 2017–18 |
| Modena Volley      | 3.º colocado no Campeonato Italiano de 2017–18                  |
| Sir Safety Perugia | Campeão do Campeonato Italiano e da Copa Itália de 2017–18      |
| Trentino Volley    | 4.º colocado no Campeonato Italiano de 2017–18                  |

## Resultados
|  | Semifinais         | Semifinais |  |  | Final              | Final          |  |  |
|  |                    |            |  |  |                    |                |  |  |
|  | Lube Macerata      | 2          |  |  |                    |                |  |  |
|  | Modena Volley      | 3          |  |  |                    |                |  |  |
|  |                    |            |  |  | Modena Volley      | 3              |  |  |
|  |                    |            |  |  | Trentino Volley    | 2              |  |  |
|  | Sir Safety Perugia | 0          |  |  |                    |                |  |  |
|  | Trentino Volley    | 3          |  |  | Terceiro lugar     | Terceiro lugar |  |  |
|  |                    |            |  |  |                    |                |  |  |
|  |                    |            |  |  | Sir Safety Perugia | 1              |  |  |
|  |                    |            |  |  | Lube Macerata      | 3              |  |  |

### Semifinais
| Data  | Hora  |                    | Placar |                 | Set 1 | Set 2 | Set 3 | Set 4 | Set 5 | Total   | Relatório |
| ----- | ----- | ------------------ | ------ | --------------- | ----- | ----- | ----- | ----- | ----- | ------- | --------- |
| 6 out | 17:00 | Sir Safety Perugia | 0–3    | Trentino Volley | 22–25 | 21–25 | 24–26 |       |       | 67–76   | Relatório |
| 6 out | 19:30 | Lube Macerata      | 2–3    | Modena Volley   | 26–28 | 28–26 | 25–22 | 19–25 | 13–15 | 111–116 | Relatório |

### Terceiro lugar
| Data  | Hora  |                    | Placar |               | Set 1 | Set 2 | Set 3 | Set 4 | Set 5 | Total | Relatório |
| ----- | ----- | ------------------ | ------ | ------------- | ----- | ----- | ----- | ----- | ----- | ----- | --------- |
| 7 out | 15:00 | Sir Safety Perugia | 1–3    | Lube Macerata | 25–16 | 21–25 | 23–25 | 23–25 |       | 92–91 | Relatório |

### Final
| Data  | Hora  |               | Placar |                 | Set 1 | Set 2 | Set 3 | Set 4 | Set 5 | Total  | Relatório |
| ----- | ----- | ------------- | ------ | --------------- | ----- | ----- | ----- | ----- | ----- | ------ | --------- |
| 7 out | 18:00 | Modena Volley | 3–2    | Trentino Volley | 25–23 | 25–19 | 16–25 | 18–25 | 15–8  | 99–100 | Relatório |

## Premiação
| Supercopa Italiana de 2018         |
| Emília-Romanha                     |
| ---------------------------------- |
| Modena Volley Campeão (4.º título) |